# Alburnus danubicus
Alburnus danubicus ist eine ausgestorbene Fischart aus der Familie der Karpfenfische. Sie galt ursprünglich als Unterart der Mairenke (Alburnus chalcoides) und war in Rumänien endemisch.

## Merkmale
Alburnus danubicus erreichte eine Kopf-Rumpf-Länge von über 20 Zentimetern. Es gab 68 bis 70 Schuppen auf dem Seitenlinienorgan. Die Anzahl der verzweigten Analflossenstrahlen betrug 17 bis 20 ½. Der Ausgangspunkt der Analflossenstrahlen war 1 ½ bis 2 ½ Schuppen hinter der Basis des letzten Dorsalflossenstrahls.

## Verbreitung
Alburnus danubicus kam im Razim-See (Lacul Razim), im heute fast verschwundenen Zaton-See (Lacul Zaton) sowie im Sinoe-See (Lacul Sinoe) im Donau-Delta und in der Donau bei Cernavodă in Rumänien vor.

## Status
Alburnus danubicus ist nur vom Holotypus aus dem Jahre 1909 und einem weiteren Fund aus dem Jahre 1943 bekannt geworden. Vermutlich lebte die Art bis 1940 im Unterlauf der Donau. Es existieren keine Museumsexemplare.